# Kurronsaari
Kurronsaari är en ö i Finland. Den ligger i sjön Puruvesi och i kommunen Nyslott i  landskapet Södra Savolax, i den sydöstra delen av landet, 300 km nordost om huvudstaden Helsingfors. Öns area är 11,4 hektar och dess största längd är 0,5 kilometer i sydöst-nordvästlig riktning.